# Fires at Midnight
Fires at Midnight es el tercer álbum de la banda Blackmore's Night que fue lanzado en julio de 2001 por la discográfica Steamhammer US. La canción "The Times They Are a Changin", versión de Bob Dylan, fue sacado como sencillo para promocionar el álbum, seguido de "Home Again" y "All Because of You".

## Lista de canciones
1. "Written in the Stars" – 4:50
2. "The Times They Are a Changin'" – 3:33 (Versión de Bob Dylan)
3. "I Still Remember" – 5:42
4. "Home Again" – 5:28
5. "Crowning of the King" – 4:32
6. "Fayre Thee Well" – 2:08
7. "Fires at Midnight" – 7:36
8. "Hanging Tree" – 3:47
9. "The Storm" – 6:12
10. "Mid Winter's Night" – 4:30
11. "All Because of You" – 3:37
12. "Waiting Just for You" – 3:17
13. "Praetorius (Courante)" – 1:57
14. "Benzai-Ten" – 3:52
15. "Village on the Sand" – 5:04
16. "Again Someday" – 1:42

### Pistas adicionales
1. "Sake of the Song" – 3:13

- Datos: Q934477